# سیدی بلعطار
سیدی بلعطار (به عربی: سيدي بلعطار) یک شهرداری در الجزایر است که در ناحیه عین تادلس واقع شده‌است. سیدی بلعطار ۸۸ کیلومتر مربع مساحت و ۶٬۷۹۴ نفر جمعیت دارد.